# Сатурния ио
Сатурния ио (лат. Automeris io) — вид павлиноглазок рода Automeris, обитающий в Северной Америке.

## Описание
Размах крыльев 6 до 9 см. Выражен половой диморфизм. Самка имеет красновато-бурые передние крылья и лапки, в то время как самец имеет жёлтые передние и задние крылья, тело и лапки. Задние крылья самца и самки несут так называемые глаза, которые имеют чёрный цвет, а в центре находится белая точка. Заднее крыло возле своего корня имеют яркий красный окрас.

## Распространение
Встречается от юго-восточного района Манитоба (Канада) до южного края штатов Онтарио, Квебека и провинции Нью-Брансуика. В США он встречается от Северной Дакоты, Южной Дакоты, Небраски, Колорадо, Нью-Мексико, Техаса, Юты, с востока на юг до Флориды.

## Размножение
Гусеница зелёного цвета, питаются листьями следующих растений (но этим список не ограничивается):
- Prunus pensylvanica — Черёмуха пенсильванская
- Salix — Ива
- Abies balsamea — Пихта бальзамическая
- Acer rubrum — Клён красный
- Amorpha fruticosa — Аморфа кустарниковая
- Baptisia tinctoria — Баптизия тинктория
- Carpinus caroliniana — Граб каролинский
- Celtis laevigata — Каменное дерево вылощенное
- Cercis canadensis — Церцис канадский
- Chamaecrista fasciculata
- Comptonia peregrina — Комптония иноземная
- Cornus florida — Кизил цветущий
- Corylus avellana — Лещина обыкновенная
- Fagus — Бук
- Fraxinus — Ясень
- Liquidambar styraciflua — Ликвидамбар смолоносный
- Quercus — Дуб

## Галерея

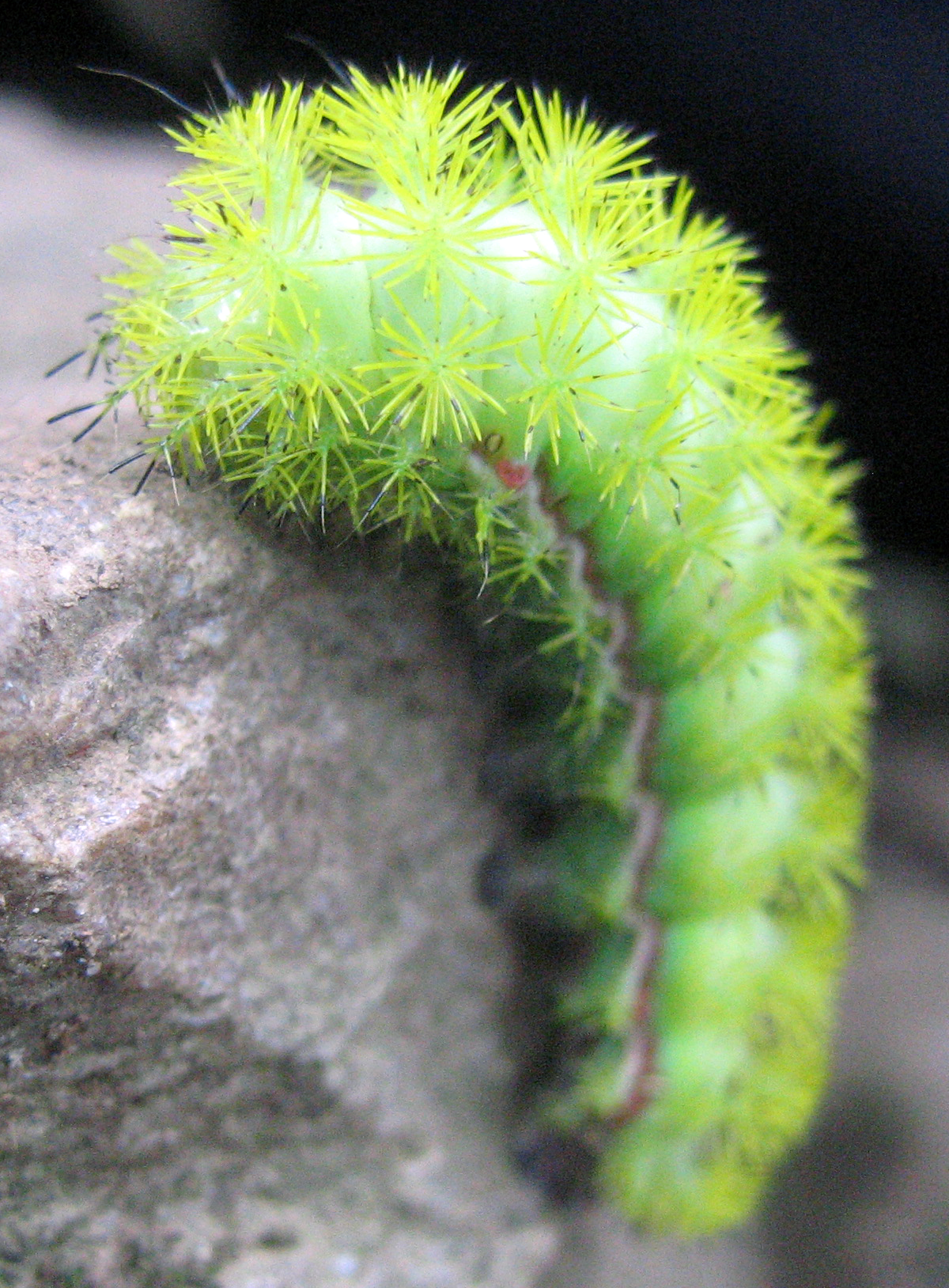
Взрослая гусеница
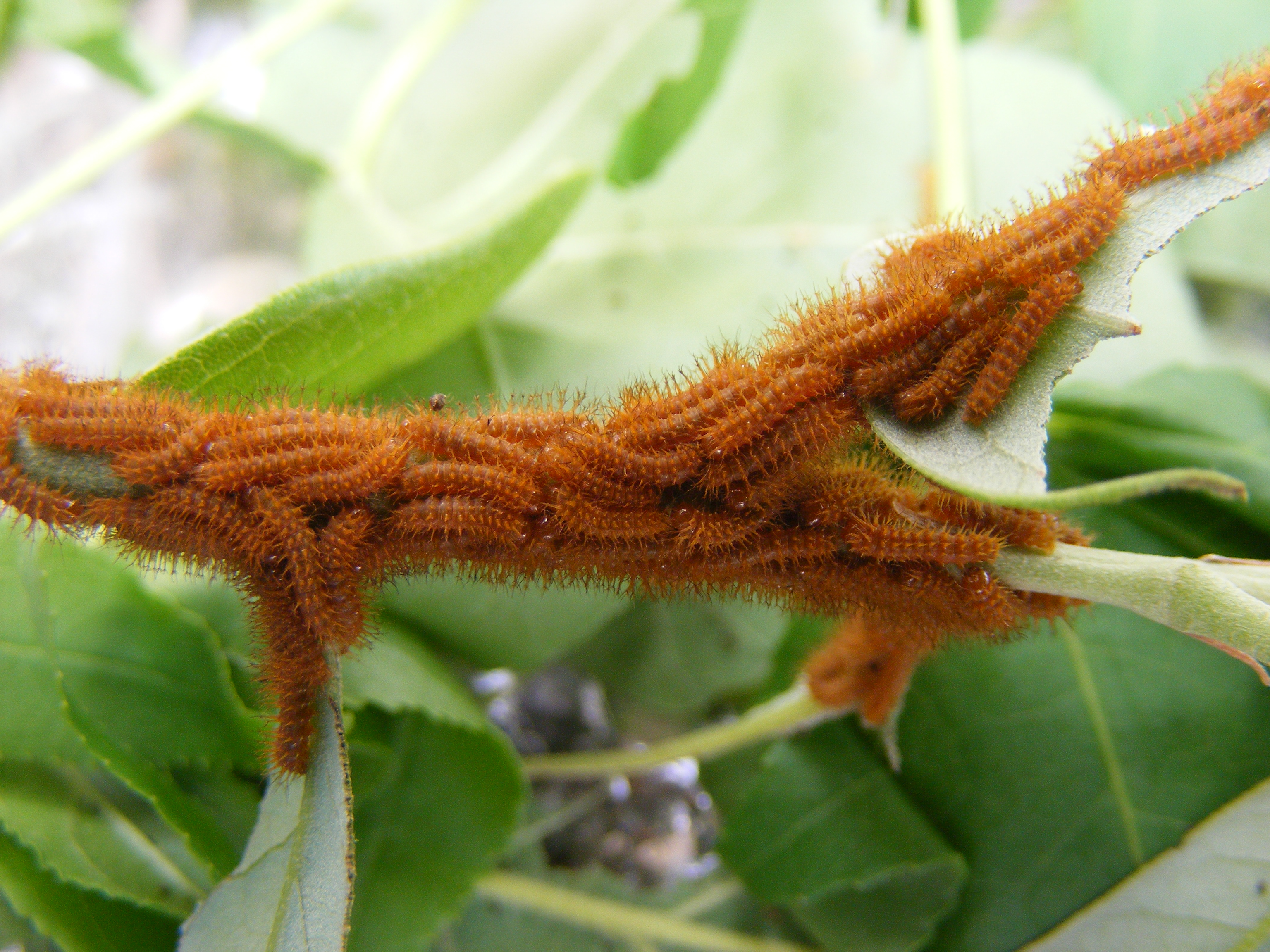
Гусеница первой стадии
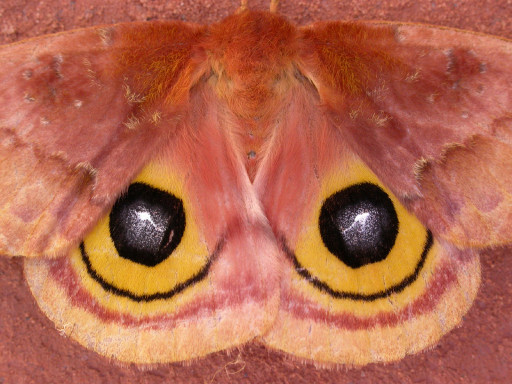
Самка